# 山内豊彦
山内 豊彦（やまのうち とよひこ、1940年10月22日 - 2022年6月17日）は、日本の実業家、元記者。一般社団法人共同通信社元社長、元顧問、公益社団法人日本広告審査機構(JARO)元理事長。

## 人物
1940年、静岡県生まれ。1963年3月、立教大学経済学部卒業。同年4月、共同通信社入社。編集局経済部長、編集局長、業務局長などを経て2000年から専務理事、2002年10月から社長代行・専務理事。2002年12月、社長就任。2005年、社長を退任した後、顧問に就任。
2012年6月、公益社団法人日本広告審査機構(JARO)理事長に就任。2018年6月、JARO理事長を退任。
2021年6月まで公益財団法人同盟育成会の理事長も務めた。
2022年6月17日午前3時53分、脳梗塞のため東京都港区の病院にて死去。81歳没。